# Jan Olszewski
Jan Ferdynand Olszewski (uitspraakⓘ ['jan ɔlˈʂɛfskʲi]) (Warschau, 20 augustus 1930 - Warschau, 7 februari 2019) was een Pools politicus, advocaat en publicist. Van 5 december 1991 tot 5 juni 1992 was hij premier van Polen.

## Biografie

### Ondergrondse activiteit
Jan Olszewski werd geboren in Warschau. Na een rechtenstudie aan de Universiteit van Warschau werkte hij korte tijd op het Ministerie van Justitie en was daarna van 1954 tot 1956 verbonden aan de Poolse Academie van Wetenschappen. Vanaf het begin behoorde Olszewski tot een kring van intellectuelen die kritisch tegenover het politieke systeem stonden. In de 1956-1957 was hij redacteur van het weekblad Po Prostu, waarin hij zich onder meer kritisch uitliet over het misbruik van de rechtspraak door het communistische regime. In 1962 werd hij advocaat en in deze hoedanigheid verdedigde hij gedurende de jaren zestig vele vooraanstaande leden van de oppositie, zoals Jacek Kuroń, Karol Modzelewski, Janusz Szpotański en Adam Michnik. Ook verdedigde hij de studenten die wegens deelname aan de manifestaties van mei 1968 in Warschau waren gearresteerd, hetgeen hem op een beroepsverbod van twee jaar kwam te staan. 
In 1976 was Olszewski een van de oprichters van het Pools Verbond voor Onafhankelijkheid (Polskie Porozumienie Niepodległościowe, PPN), een ondergrondse organisatie die volledige onafhankelijkheid van de Sovjet-Unie, afschaffing van de censuur en de invoering van een democratisch systeem voorstond. Hij behoorde tot het vierkoppige bestuur van deze organisatie en publiceerde als zodanig in de jaren 1976-1980 meer dan vijftig artikelen in de ondergrondse pers. Ook stond Olszewski aan de wieg van het eveneens in 1976 opgerichte Comité ter Verdediging van Arbeiders (Komitet Obrony Robotników, KOR). 

### De jaren tachtig
In september 1980 was Olszewski medeoprichter van het vrije vakverbond Solidariteit. Na de invoering van de staat van beleg in december 1981 bleef hij actief binnen de ondergrondse structuren van deze organisatie en trad hij op als verdediger van onder meer Lech Wałęsa, Zbigniew Romaszewski en Zbigniew Bujak. In de jaren 1984-1985 vervulde hij namens de Poolse primaat Józef Glemp de rol van aanklager in het proces tegen de moordenaars van de priester Jerzy Popiełuszko en was hij gevolmachtigde van de nabestaanden. Verder was hij in de jaren 1982-1989 vooral actief als publicist. In 1989 nam Olszewski namens Solidariteit deel aan de rondetafelgesprekken tussen de regering en de oppositie, die een vreedzame en geleidelijke overgang van een dictatuur naar een pluriforme staat moesten leiden. Hij stelde zich echter niet kandidaat in de gedeeltelijk vrije verkiezingen van 1989 en accepteerde geen ministerspost in de regering van Tadeusz Mazowiecki. Wel werd hij vicevoorzitter van het Staatstribunaal, een functie die hij tot 1991 bleef vervullen.

### Na de omwenteling
In 1990 werd Olszewski lid van de Centrumalliantie (Porozumienie Centrum), een van de eerste politieke partijen die na de omwenteling in Polen tot stand waren gekomen. Het doel van deze partij was Lech Wałęsa te ondersteunen in zijn campagne voor de presidentsverkiezingen van 1990 en Olszewski werkte mee aan Wałęsa's verkiezingsprogramma. Nadat Wałęsa tot president was verkozen, werd Olszewski lid van diens Adviserend Comité.
In de parlementsverkiezingen van 1991 werd Olszewski namens de Centrumalliantie lid van de Sejm, het Poolse lagerhuis. Op 5 december 1991 benoemde president Wałęsa hem tot premier en op 23 december kreeg zijn regering het vertrouwen van het parlement. De regering-Olszewski werd geen succes. Ze bestond uit vier partijen van duidelijk rechtse signatuur, die samen slechts 114 van de 460 zetels in de destijds zwaar versnipperde Sejm vertegenwoordigden. De positie van de regering werd bovendien ondermijnd door een groeiend conflict tussen Olszewski en de leider van zijn eigen partij, Jarosław Kaczyński. In de nacht van 4 op 5 juni 1992 kwam de regering-Olszewski, die zich vooral ten doel had gesteld af te rekenen met het communistische verleden, ten val.

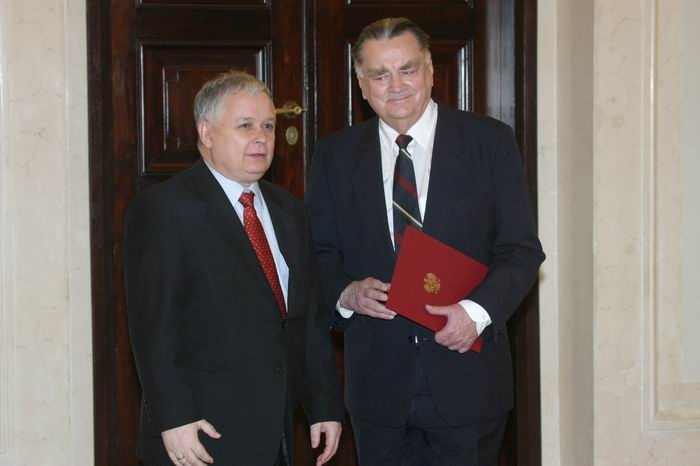
Jan Olszewski met president Lech Kaczyński bij zijn benoeming tot adviseur van de president in 2006

In hetzelfde jaar trad Olszewski uit de Centrumalliantie en richtte hij een eigen partij op, de Beweging voor de Republiek (Ruch dla Rzeczypospolitej, RdR), die bij de parlementsverkiezingen van 1993 echter niet over de kiesdrempel kwam. In de jaren die volgden nam Olszewski deel aan verschillende buitenparlementaire initiatieven die erop gericht waren de vele rechtse splinterpartijen bijeen te brengen. 
Bij de presidentsverkiezingen van 1995 stelde Olszewski zich kandidaat en behaalde met 6,86% van de stemmen de vierde plaats. Hierop richtte hij een nieuwe partij op, de Beweging voor de Wederopbouw van Polen (Ruch Odbudowy Polski, ROP). Hoewel deze partij het aanvankelijk goed deed in de opiniepeilingen, behaalde zij bij de parlementsverkiezingen van 1997 slechts 5,56% van de stemmen, goed voor 6 zetels in de Sejm, waarvan er een ten deel viel aan Olszewski. In 2000 stelde Olszewski zich opnieuw kandidaat voor het presidentschap, maar trok zich een dag voor de verkiezingen terug.
In 2001 werd hij opnieuw in de Sejm gekozen, ditmaal op de lijst van de Liga van Poolse Gezinnen (Liga Polskich Rodzin, LPR). Hij trad echter niet toe tot de fractie van deze partij, maar vormde in plaats daarvan in 2002 met twee anderen de ROP-fractie. In 2005 vormde hij een overkoepelende partij, de Patriottische Beweging (Ruch Patriotyczny), die bij de parlementsverkiezingen echter geen zetels behaalde. In 2005 keerde Olszewski terug als vicevoorzitter van het Staatstribunaal en in april 2006 werd hij politiek adviseur van president Lech Kaczyński. Na diens dood verdween Olszewski steeds meer in de politieke marge. Ook bij de verkiezingen van 2007 lukte het hem niet terug te keren in het parlement en in januari 2011 trad hij af als voorzitter van de ROP, die op 23 juni 2012 ophield te bestaan. Hij overleed in 2019.
- Gemeinsame Normdatei: 119309564
- International Standard Name Identifier: 0000 0001 1635 4741
- Library of Congress Control Number: n94039077
- Nationale Bibliotheek van Tsjechië: jo2018997162
- Nationale Bibliotheek van Polen: a0000001181235
- Système universitaire de documentation: 15676539X
- Virtual International Authority File: 47182771
- WorldCat: E39PBJhmGTQWd9pmr3HmyhKKh3